# Hilda Springher
Hilda Springher (Trieste, 1911 – ...) è stata un'attrice e soubrette austriaca naturalizzata italiana.

## Biografia
Nata a Trieste da padre austriaco e madre italiana, a poco più di vent'anni si rivela con il film Ninì Falpalà (regia di Amleto Palermi, 1933), vivace commedia in cui la giovane si esibisce in numeri di danza. Viene subito definita la prima soubrette del cinema fascista, soubrette prima ancora che attrice giacché, nei pochi film ai quali ha preso parte, mette in mostra il suo talento nel canto e nel ballo scuotendo i riccioli biondi.
Interpreta il ruolo di una ballerina anche in Un cattivo soggetto (regia di Carlo Ludovico Bragaglia, 1933), dove recita accanto a Vittorio De Sica, e nel suo primo ruolo da protagonista in La ragazza dal livido azzurro (regia di E. W. Emo, 1933), film girato a Berlino in duplice versione, tedesca e italiana.
La Springher continua in altri ruoli simili, ma nel contempo calca i palcoscenici di mezza Italia con la sua compagnia di rivista, interpretando con successo commedie leggere inframmezzate da numeri di ballo, tra cui Bataclan (1934), Tre ragazze poco vestite (commedia francese di Mirande e Willemetz, 1934), Mondo allegro (1935) di Ripp e Bel Ami con Erminio Macario, Ragazze in crociera (1936). 
Nel 1937 torna al cinema ottenendo però solo un ruolo minore in È tornato carnevale sotto la direzione di Raffaello Matarazzo. Il matrimonio con un ricco imprenditore italiano pone fine alla sua breve carriera e di lei non si sa più nulla.

## Filmografia
- Ninì Falpalà, regia di Amleto Palermi (1933)
- Un cattivo soggetto, regia di Carlo Ludovico Bragaglia (1933)
- La ragazza dal livido azzurro, regia di E. W. Emo (1933)
- Il presidente della Ba. Ce. Cre. Mi., regia di Gennaro Righelli (1933)
- La provincialina, regia di Carl Boese e Ferruccio Biancini (1934)
- È tornato carnevale, regia di Raffaello Matarazzo (1937)